# Nouvelle-Galicie
Ne doit pas être confondu avec Nouvelle-Galice.
1795–1809
Entités précédentes :
- République des Deux Nations (Province de Petite-Pologne)

Entités suivantes :
- Empire français ( Duché de Varsovie)

La Nouvelle-Galicie (en polonais Nowa Galicja) ou Galicie Occidentale (en lituanien Vakarų Galicija et en allemand Westgalizien) est le nom de la partie autrichienne du troisième partage de la Pologne, et qui sera réunie à la Galicie, autrichienne elle depuis le premier partage.
La Nouvelle-Galicie, qui couvrait à peu de chose près le territoire de la Petite-Pologne, avait une superficie de 52 000 km² et comptait environ 1,3 million d'habitants. Les plus grandes villes en étaient Cracovie, Lublin et Kielce.
En 1809, le traité de Schönbrunn signé entre la France et l'Autriche attribue la Nouvelle-Galicie au nouvellement créé duché de Varsovie, allié des Français. C'est la fin de la Nouvelle-Galicie. L'Autriche conservera cependant la Galicie du Sud, celle-là même qu'elle avait obtenue lors du premier partage de la Pologne. En 1815, le territoire de la Nouvelle-Galicie passera à la Russie. 